# Paul Jahnke
Paul Jahnke (* 13. August 1893 in Pasewalk; † 27. Oktober 1951 in Ost-Berlin) war ein deutscher Widerstandskämpfer gegen den Nationalsozialismus.

## Leben
Jahnke absolvierte eine Ausbildung als Maschinenbauer und wurde 1916 zum Kriegsdienst rekrutiert. Er wurde 1917 Mitglied der Unabhängigen Sozialdemokratischen Partei Deutschlands. 1919 schloss er sich der Kommunistischen Partei Deutschlands (KPD) an und 1920 der Kommunistischen Arbeiterpartei Deutschlands. 1922 kehrte er zur KPD zurück und wurde für sie Sekretär im Berliner Nordosten und Abgeordneter der Bezirksverordnetenversammlung Berlin-Prenzlauer Berg. 1931 war er politischer Leiter des KPD-Unterbezirks Neukölln.
Ende 1932 wurde er vom ZK der KPD zum politischen Leiter des Bezirks München ernannt.
Im Mai 1933 wurde er von der bereits im Untergrund kämpfenden KPD zum politischen Leiter des Bezirks Bremen ernannt. 1934 emigrierte er nach Frankreich. Wegen seiner Beteiligung am Widerstand gegen den Nationalsozialismus wurde er 1936 im Richardstrassen-Prozess in Abwesenheit zum Tode verurteilt.
Von November 1936 bis zum Februar 1939 kämpfte er in den Internationalen Brigaden gegen die Faschisten in Spanien. Er wurde zuerst eingesetzt als Politkommissar in Albacete und war danach technischer Leiter einer Parteischule. 
1939 gelang ihm die Flucht nach Norwegen und nach der Besetzung dieses Landes durch die Wehrmacht 1940 weiter nach Schweden, wo er von der Reichsregierung interniert wurde. Bereits in Norwegen begegnete er Hanna Sandtner, die seine Lebensgefährtin wurde. Gemeinsam kehrten sie im März 1946 nach Deutschland zurück.
Jahnke wurde Funktionär der Sozialistischen Einheitspartei Deutschlands im Berliner Bezirk Prenzlauer Berg. Später wurde er Personalchef beim „Berliner Verlag“. Nach einem politischen Konflikt mit Rudolf Herrnstadt, dem Chefredakteur der im Berliner Verlag erscheinenden Berliner Zeitung, verließ Jahnke den Verlag und wurde für die Volkspolizei tätig. Er war dort Innendienstleiter und stellvertretender Inspektionsleiter im Volkspolizeikreisamt Prenzlauer Berg und anschließend Leiter der Pressestelle. 1951 wurde er wie viele andere „Westemigranten“ aus allen politischen Ämtern entlassen und zum Werkleiter des VEB Berliner Aufzugbau degradiert. Unter mysteriösen Umständen starb er am 27. Oktober 1951 im Polizeikrankenhaus.